# Normbrunnenflasche

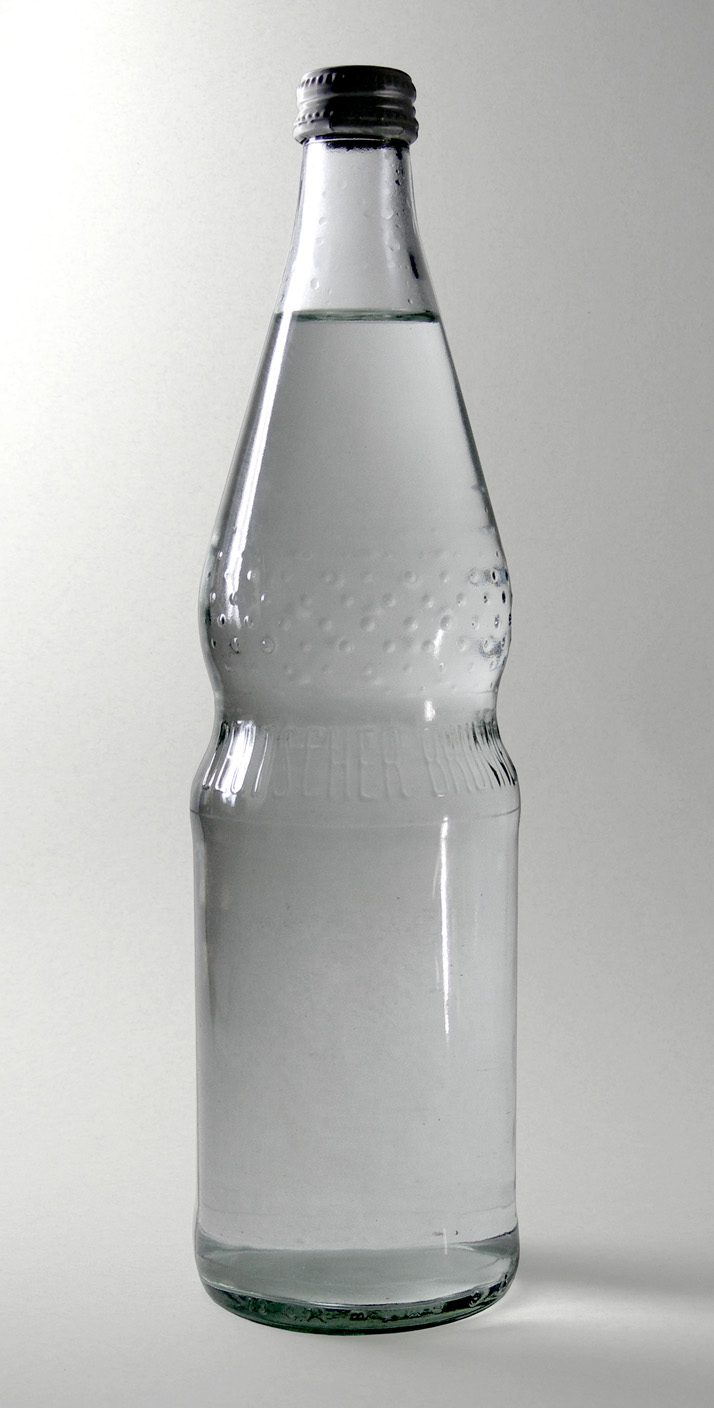
Normbrunnenflasche

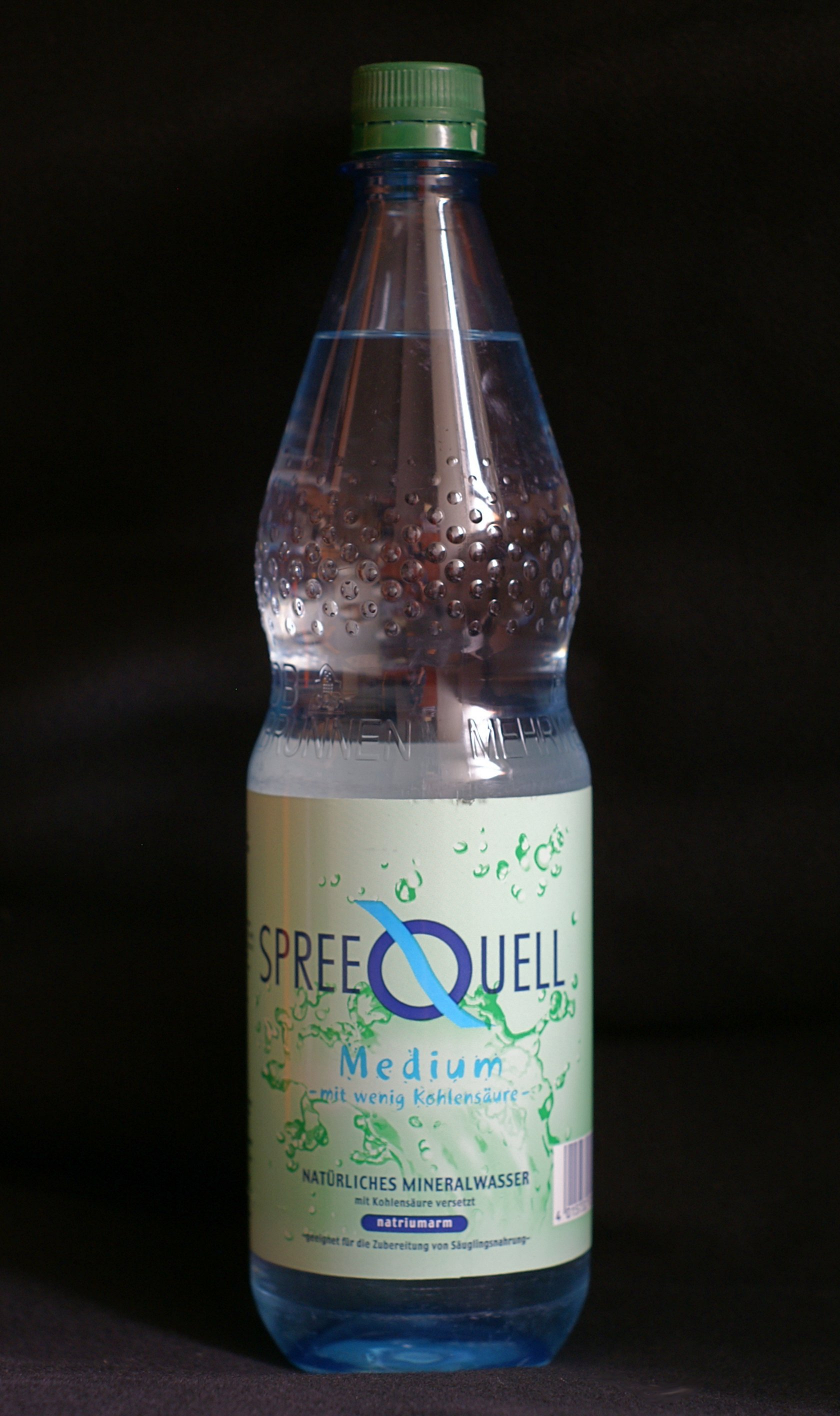
Der Normbrunnenflasche nachempfundenes PET-Modell

Die Normbrunnenflasche für Mineralwasser oder Brunneneinheitsflasche (umgangssprachlich Perlenflasche) ist eine in Deutschland gebräuchliche 0,7-Liter-Mehrwegflasche aus Klarglas mit Schraubverschluss für kohlensäurehaltiges Mineralwasser, Limonaden und ähnliche Getränke.

## Geschichte
Die Einführung der Flasche wurde am 28. August 1969 durch ein Gremium aus 142 Vertretern der deutschen Mineralbrunnenbranche auf einem Treffen in Bonn-Bad Godesberg beschlossen. Dem Beschluss waren Vorarbeiten von etwa einem halben Jahr vorangegangen. Nachdem es in den Vorjahren Überlegungen zur Einführung einer bundeseinheitlichen Mehrwegflasche gegeben hatte, konkretisierten sich diese im März 1969, als mehrere Designer von Vertretern der Mineralwasserbranche nach Bonn eingeladen wurden. Die ersten Entwürfe für die Einheitsflasche wurden am 19. Juni 1969 in Bonn vorgestellt. Anfang August 1969 wurden schließlich einige Glas-Prototypen hergestellt, die auch bei stichprobenartigen Verbraucherbefragungen auf Zustimmung stießen.
1969/1970 kam die Flasche in Deutschland auf den Markt. Grund der Einführung war, den Anbietern solcher Getränke bundesweit ein standardisiertes Vertriebssystem zu ermöglichen, das auf die Konkurrenz der Coca-Cola Company, die damals verstärkt auf den deutschen Markt drängte, reagieren konnte. Sie ist mit 0,15 € bepfandet.
Die wesentliche technische Neuerung war der Schraubverschluss. Er ermöglicht eine automatische Abfüllung mit wesentlich mehr Abfüllungen pro Stunde. Zugleich ging im Vergleich zu den Bügelverschlussflaschen die Zahl der bei der Abfüllung beschädigten Flaschen zurück. In puncto Wirtschaftlichkeit brachte die Perlenflasche den Mineralbrunnen enorme Vorteile, da die Umlaufhäufigkeit der Flaschen erhöht werden konnte: Bei gleichem Flaschenbestand war es einem Mineralbrunnen so möglich, eine höhere Anzahl an Füllungen durchzuführen. Dies gelang, weil die Perlenflasche von Anfang an als bundesweiter Mehrwegpool geführt wird. Unabhängig davon, wo eine Flasche abgefüllt wurde, kann sie bei praktisch jedem Händler zurückgegeben werden und braucht nur zum nächstgelegenen Abfüller zurücktransportiert zu werden.
Die Normbrunnenflasche wurde 1968 vom Industriedesigner Günter Kupetz entworfen. Charakteristisch für die Form ist die Einschnürung in der Mitte, die einen sicheren Griff ermöglicht, ergänzt um darüber liegende 230 Noppen, die zusätzlich die Griffsicherheit erhöhen und das Sprudeln des Inhalts beim Öffnen symbolisieren sollen. In der Einschnürung steht umlaufend in Reliefschrift „Deutscher Brunnen“ und – umgeben von zwei Logos mit der Aufschrift „GDB“ für Genossenschaft Deutscher Brunnen – „Leihflasche“ oder „Mineralbrunnen Mehrweg-Leihflasche“ mit nur einem GDB-Logo. Der darunterliegende, zylindrische Teil der Flasche, der für die Etiketten bestimmt ist, wird oben und unten von zwei  Wulsten begrenzt, welche die Oberfläche der Flaschen und die Etiketten während des automatischen Befüllens und Reinigens sowie beim Transport schützen. Gleichzeitig sind sie ein ungefährer Indikator dafür, wie oft eine Flasche wiederverwendet wurde: Im Lauf der Zeit bilden sich durch den Kontakt mit anderen Flaschen auf den Wulsten matte Ringe, die durch die Abnutzung nach und nach breiter werden. Wenn diese Ringe nach etwa 50-maligem Gebrauch eine gewisse Breite erreicht haben, wird die Flasche aussortiert.
Die Normbrunnenflasche war 1999 auf der Sonderbriefmarkenserie „Design in Deutschland“ abgebildet. Günter Kupetz wurde dort auch genannt.
Von 1971 bis 2006 wurden etwa fünf Milliarden Normbrunnenflaschen hergestellt. Die Flasche hat ganz bewusst ein Fassungsvermögen von 0,7 Litern, damit auch der letzte Rest des Getränks ggf. noch Kohlensäure enthält, was bei 1,0- oder 1,5-Liter-Flaschen aufgrund der häufigeren Öffnungs- und Verschlussvorgänge nicht mehr gegeben ist.

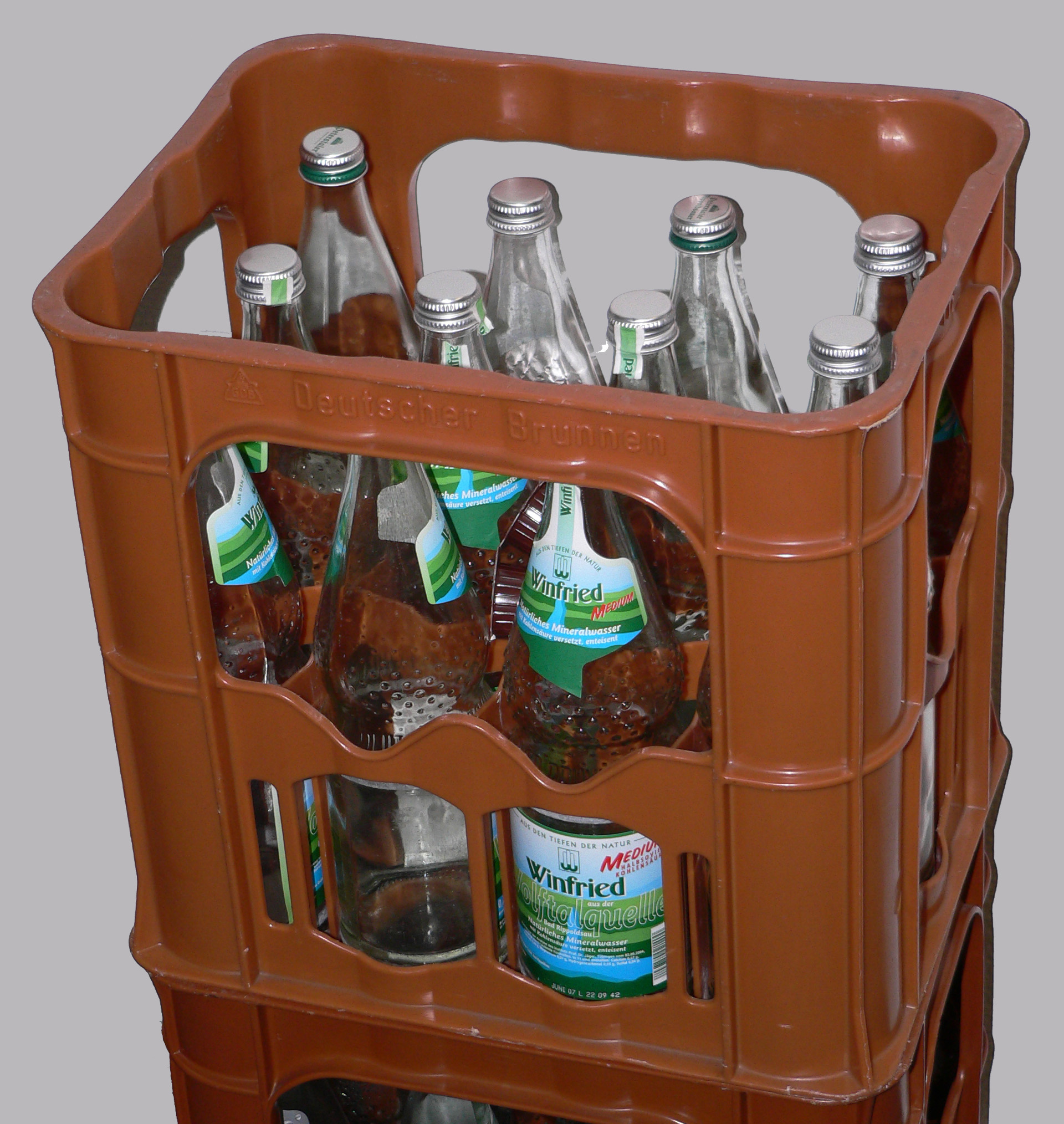
Mineralwasserkasten GDB Deutscher Brunnen

1983 wurde für stilles Mineralwasser und Heilwasser eine grüne Glasflasche mit einfacherer Formgebung ohne Einschnürung und einem Fassungsvermögen von 0,75 Litern eingeführt.
Seit 1996 gibt es dem Entwurf von Kupetz nachempfundene Mehrwegflaschen aus dem Kunststoff Polyethylenterephthalat (PET) in verschiedenen Größen von 0,5 bis 1,5 Litern. Sie sind erheblich leichter als die je 600 Gramm schweren Normbrunnenflaschen, lassen sich jedoch nur etwa 15 bis 25 mal befüllen. Die Normbrunnenflasche und die grüne 0,75-Liter-Flasche werden bis zu 50 mal wiederverwendet.
2019 wurde die „Perlenflasche“ für Mineralwasser in Frankfurt mit dem German Design Award in Gold in der Kategorie Classics ausgezeichnet. Die Jury würdigte die Kombination aus charakteristischer Form und technischer Funktionalität, die sie zu einer der erfolgreichsten Glas-Verpackungen der Welt gemacht habe.
Inzwischen werden die Aufschriften „Deutscher Brunnen“ und „Leihflasche“ zunehmend durch „Mineralbrunnen“ und „Mehrweg-Leihflasche“ ersetzt.
Die Kunststoffkästen haben etwa 100 Einsätze, bis sie nicht mehr umlauffähig sind und als Kunststoff recycelt werden.
Im Jahr 2017 wurde ein Nachfolger vorgestellt, der die Designidee aufgreift. Dieser verdrängt die Normbrunnenflasche teilweise, da einige Abfüller dorthin gewechselt sind.